# Campaea bupleuraria
Campaea bupleuraria är en fjärilsart som beskrevs av Franz Paula von Schrank 1802. Campaea bupleuraria ingår i släktet Campaea och familjen mätare. Inga underarter finns listade i Catalogue of Life.